# Lithocarpus dealbatus
Lithocarpus dealbatus (Hook.f. & Thomson ex Miq.) Rehder – gatunek roślin z rodziny bukowatych (Fagaceae Dumort.). Występuje naturalnie w północno-wschodniej części Indii, Bhutanie, północno-wschodniej Mjanmie, północnych częściach Tajlandii i Laosu, Wietnamie oraz południowych Chinach (w Kuejczou, południowo-zachodnim Syczuanie, południowo-wschodniej części Tybetu i Junnanie). 

## Morfologia
PokrójZimozielone drzewo dorastające do 20 m wysokości.
LiścieBlaszka liściowa jest mniej lub bardziej skórzasta i ma kształt od lancetowatego do owalnego lub owalnie eliptycznego. Mierzy 7–14 cm długości oraz 2–5 cm szerokości, jest całobrzega, ma klinową nasadę i ostry lub spiczasty wierzchołek. Ogonek liściowy jest nagi i ma 10–20 mm długości.
OwoceOrzechy o kulistym kształcie. Osadzone są pojedynczo w kubeczkowatych miseczkach, które mierzą 8–14 mm długości i 10–18 mm średnicy. Orzechy otulone są w miseczkach do 50–80% ich długości.

## Biologia i ekologia
Rośnie w wiecznie zielonych lasach oraz lasach mieszanych. Występuje na wysokości od 1000 do 2800 m n.p.m. Kwitnie i owocuje od sierpnia do października, natomiast owoce dojrzewają od września do października. 

## Zmienność
W obrębie tego gatunku oprócz podgatunku nominatywnego wyróżniono jeden podgatunek:
- Lithocarpus dealbatus subsp. leucostachyus (A.Camus) A.Camus